# Xystrota phakellurata
Xystrota phakellurata är en fjärilsart som beskrevs av Achille Guenée 1858. Xystrota phakellurata ingår i släktet Xystrota och familjen mätare. Inga underarter finns listade i Catalogue of Life.